# Marie Christina Kolo
Marie Christina Kolo (1989) es una activista climática, ecofeminista y emprendedora social malgache, que ha sensibilizado a la opinión pública mundial sobre los efectos del cambio climático en Madagascar y ha solicitado la solidaridad internacional para hacer frente a sus repercusiones.

## Biografía
Kolo nació en 1989 y creció en Ambodirano. De pequeña, observó los impactos medioambientales causados por las fábricas textiles cercanas a su casa, y solicitó que se pusiera fin a la contaminación.
Estudió en la Instituto Católico de París y obtuvo un máster en Gestión de Proyectos Humanitarios y de Desarrollo. En 2017 recibió una beca Mandela Washington de la Universidad de Maine.
Kolo comenzó a participar activamente en la labor climática en 2015, cuando trabajaba como voluntaria de las Naciones Unidas en la región de Androy, propensa a la sequía. Durante ese tiempo, Kolo cofundó la Red Climática del Océano Índico en línea como plataforma de debate para jóvenes activistas de Madagascar, Mauricio, Reunión y Seychelles. Esa plataforma organizó a 3000 personas para que asistieran a la primera marcha de protesta climática de Madagascar en 2015.
Kolo fundó la empresa social Green N Kool en 2016, que desarrolla parques infantiles y paisajes a partir de materiales reciclados y vende productos respetuosos con el medio ambiente para financiar una escuela primaria, un centro comunitario y eventos comunitarios en las zonas de Antananarivo y Nosy Be. Para hacer frente a la pandemia del COVID-19, Green N Kool introdujo un jabón ecológico para lavarse las manos fabricado con aceite comestible usado. En su iniciativa Viajar sin miedo, la organización trabaja para hacer frente al acoso sexual en el transporte público.
En 2018, Kolo cofundó Ecofeminismo Madagascar, una plataforma online centrada en el cambio climático y su relación con la violencia de género. Ese año, también fue galardonada con el segundo puesto en los Premios Juveniles de África del Fondo Mundial para la Naturaleza.
En 2019, Kolo asistió a la Conferencia de las Naciones Unidas sobre el Cambio Climático de 2019 (COP25), donde se enfrentó públicamente al ministro de Medio Ambiente de Madagascar, Alexandre Georget.  Respondió con una carta abierta ("Non à l'âgisme et à la misogynie par les membres de notre gouvernement") dirigida al presidente, Andry Rajoelina, en la que criticaba el comportamiento de Georget, cuestionaba la exclusión de jóvenes activistas de la delegación de Madagascar en la COP25 y se pronunciaba contra el edadismo y la misoginia de los miembros del Gobierno.
En diciembre de 2020, Kolo encabezó un equipo que recibió un premio del Fondo de Innovación para el Compromiso de Antiguos Alumnos del Departamento de Estado de los Estados Unidos por un proyecto para combatir las agresiones sexuales y la violencia de género en Madagascar.
En abril de 2021, Kolo, junto con Paloma Costa de Brasil, se dirigió directamente al Secretario General de las Naciones Unidas António Guterres en una conversación virtual sobre la acción climática de los jóvenes. Habló sobre los efectos de la COVID-19 y el cambio climático en su país, como la hambruna de Madagascar de 2021-2022, y pidió al resto del mundo que mostrara su solidaridad con las naciones que ya están siendo afectadas por el cambio climático.
En abril de 2021, Kolo, junto con Paloma Costa de Brasil, se dirigió directamente al Secretario General de las Naciones Unidas, António Guterres, en una conversación virtual sobre la acción climática de los jóvenes. Habló sobre los efectos de la COVID-19 y el cambio climático en su país, como la hambruna de Madagascar de 2021-2022, y pidió al resto del mundo que muestre solidaridad con las naciones que ya se ven afectadas por el cambio climático.
Kolo asistió a la Conferencia de las Naciones Unidas sobre el Cambio Climático de 2021 (COP26) como parte del grupo de mujeres y género.

## Reconocimientos
A finales de 2022 fue incluida en las 100 mujeres de la BBC.